# Daniel Johan Pfeiff
Daniel Johan Pfeiff, född 2 december 1756 i Stockholm, död 3 februari 1812 på Gunnars kaptensboställe vid Gamla Karleby, var en svensk militär.
Han var son till majoren Per Gustaf Pfeiff (1730-1789) och Johanna Jakobina Pfeiff (1733-1768) samt dotterson till expeditionssekreteraren Johan Jakob Pfeiff (1686-1740).
Pfeiff blev student vid Uppsala universitet 1771, sergeant vid Östgöta infanteriregemente 1777 och senare under samma år premiäradjutant. Han blev fänrik 1784 och löjtnant 1785. Han placerades som löjtnant vid Berndt Fredrik Stackelbergs Stackelbergska värvade infanteriregementet 1787 och blev  stabskapten där 1793. Han var under tre månader 1793 kommendant över de fasta Gustavssvärds befästnigar som var uppförda vid Gustavssvärds sund vid Sveaborg. Han var under två månaders tid hösten 1794 placemajor på Sveaborg innan han som stabskapten förflyttades till österbottens regemente 1795. Han erhöll avsked 1810 och avled två år senare på Gunnars kaptensboställe vid Gamla Karleby. Som militär medverkade han i flera strider. Den 20 juni 1788 steg han med sitt regementet ombord på skärgårdsflottans båtar i Sveaborg. Där blev han involverad i strider mot ryska galärer utanför Fredrikshamn, och han deltog i landstigningen vid Villnäs och Brakila den 2 augusti 1788 samt reträtten därifrån. Under reträtten lyckades han rädda en trepundig kanon. Han medverkade även i Finska kriget 1808 och 1809.